# Shuyukh al-Arrub
Shuyukh al-Arrub, en arabe : شيوخ العروب,  est un village du gouvernorat de Hébron en Palestine, situé à 11 km au nord-est de Hébron, au sud-ouest de la Cisjordanie.
Selon le recensement du bureau central palestinien des statistiques, la localité compte une population de 1 958 habitants en 2017.